# Elektrisch vermogen
In de elektriciteitsleer kan het elektrische vermogen betrekking hebben op verschillende grootheden, het:
- momentane vermogen {\displaystyle p(t)}
- werkelijke vermogen, ook werkzame of actieve vermogen {\displaystyle P}
- schijnbare vermogen {\displaystyle S}
- blindvermogen, ook reactieve vermogen {\displaystyle Q}
- complexe vermogen {\displaystyle Sc}

Elektrisch vermogen wordt gewoonlijk door elektrische generatoren opgewekt, van klein, zoals een fietsdynamo, tot groot, zoals de generatoren in een elektriciteitscentrale, maar ook accu's, batterijen, zonnepanelen leveren elektrisch vermogen. Het vermogen wordt toegeleverd aan verbruikers, zoals bedrijven en particulieren, maar ook apparaten die op accu's en batterijen werken zijn verbruikers. Voor het grootschalige transport van elektrisch vermogen is er een uitgebreid netwerk van hoogspanningskabels, zowel onder- als bovengronds, en leidingen voor lagere spanningen.

## Momentane vermogen
Als een bron van elektrische energie op het tijdstip {\displaystyle t} een elektrische stroom {\displaystyle i(t)} levert bij een elektrische spanning {\displaystyle u(t)}, is het momentane vermogen {\displaystyle p(t)} dat de bron levert:
{\displaystyle p(t)=u(t)i(t)}.

## Werkelijk vermogen
Het werkelijke vermogen, ook werkzame of actieve vermogen, is het vermogen dat gedissipeerd wordt in de weerstand in het circuit. Het werkelijke vermogen wordt uitgedrukt in de eenheid watt (W). Men spreekt over de impedantie van een spoel of condensator wanneer die een tijds- of frequentieafhankelijke weerstand heeft.

## Gelijkstroom
Is de bron een gelijkstroombron, dan zijn spanning en stroom constant:
{\displaystyle u(t)=U} en {\displaystyle i(t)=I}
en is het momentane vermogen gelijk aan het werkelijke vermogen {\displaystyle P}
{\displaystyle P=p(t)=U\cdot I}.
Dit vermogen wordt ontwikkeld in de ohmse weerstand {\displaystyle R} in het circuit. Volgens de wet van Ohm geldt:
{\displaystyle P=U\cdot I={\frac {U^{2}}{R}}=I^{2}\cdot R}

## Periodieke wisselstroom
Is de bron een wisselspanningsbron met spanning
{\displaystyle u(t)=U\cos(\omega t)},
en is {\displaystyle Z=R+jX} de totale impedantie in het circuit, dan is de stroomsterkte
{\displaystyle i(t)=I\cos(\omega t-\varphi )},
waarin {\displaystyle \varphi } het faseverschil is tussen de spanning en de stroom als gevolg van de niet-ohmse, reactieve component van de impedantie.
Voor de momentane stroomsterkte geldt:
{\displaystyle i(t)=I\ \cos(\omega t-\varphi )=I\left(\cos(\varphi )\cos(\omega t)+\sin(\varphi )\sin(\omega t)\right)=i_{w}(t)+i_{b}(t)}.
Daarin is
{\displaystyle i_{w}(t)=I\cos(\varphi )\cos(\omega t)}
de actieve stroomsterkte en
{\displaystyle i_{b}(t)=I\sin(\varphi )\sin(\omega t)}
de stroomsterkte van de zogeheten blindstroom. Het is deze blindstroom, die weliswaar in het circuit loopt, maar 90° in fase verschilt met de spanning, dus niet bijdraagt aan het werkelijk ontwikkelde vermogen. De blindstroom wordt als het ware niet gezien, vandaar de naam, en een gebruiker neemt dit vermogen ook niet af, omdat het periodiek wordt opgenomen en weer afgestaan. De blindstroom is de stroom ten gevolge van de reactieve componenten in het circuit. De capaciteit in het circuit wordt periodiek geladen en weer ontladen, en de aanwezige zelfinductie bouwt periodiek een magnetisch veld op en breken het weer af. 

### Momentane vermogen
Het momentane vermogen kan worden uitgedrukt als:
{\displaystyle p(t)=u(t)i(t)=u(t)(i_{w}(t)+i_{b}(t))=p_{w}(t)+p_{b}(t)},
opgebouwd uit het momentane werkelijke vermogen
{\displaystyle p_{w}(t)=u(t)i_{w}(t)=U\cdot I\cos(\varphi )\cos ^{2}(\omega t)=U_{\rm {eff}}\cdot I_{\rm {eff}}\cdot \cos(\varphi )(1+\cos(2\omega t))}
variërend met de dubbele frequentie tussen de minimale waarde 0 en de maximale waarde 
{\displaystyle U\cdot I\cdot \cos(\varphi )=2\ U_{\rm {eff}}\cdot I_{\rm {eff}}\cdot \cos(\varphi )},
en het momentane blindvermogen
{\displaystyle p_{b}(t)=u(t)i_{b}(t)=U\cdot I\cos(\omega t)\sin(\varphi )\sin(\omega t)=U_{\rm {eff}}\cdot I_{\rm {eff}}\cdot \sin(\varphi )\sin(2\omega t)},
periodiek wisselend met de dubbele frequentie en amplitude 
{\displaystyle {\tfrac {1}{2}}U\cdot I\cdot \sin(\varphi )=U_{\rm {eff}}\cdot I_{\rm {eff}}\cdot \sin(\varphi )}.

### Werkelijk vermogen
Het werkelijke vermogen {\displaystyle P} is het gemiddeld gedissipeerde vermogen in de ohmse component {\displaystyle R} van de impedantie:
{\displaystyle P={\frac {1}{T}}\int _{0}^{T}i^{2}(t)R\mathrm {d} t={\frac {I^{2}\cdot R}{T}}\int _{0}^{T}\cos ^{2}(\omega t-\varphi )\mathrm {d} t={\frac {I^{2}\cdot R}{2}}=I_{\rm {eff}}^{2}\cdot R=U_{\rm {eff}}\cdot I_{\rm {eff}}\cdot \cos(\varphi )}.
Er geldt immers:
{\displaystyle R=\Re (Z)={\frac {U}{I}}\cos(\varphi )={\frac {U_{\text{eff}}}{I_{\text{eff}}}}\cos(\varphi )}.
De grootheden
{\displaystyle U_{\text{eff}}={\frac {U}{\sqrt {2}}}} en {\displaystyle I_{\text{eff}}={\frac {I}{\sqrt {2}}}}
zijn de effectieve waarden van de spanning en de stroom.
Het werkelijke vermogen {\displaystyle P} is ook het gemiddelde van het momentane vermogen, of equivalent van het momentane werkelijke vermogen, over een periode {\displaystyle T}:
{\displaystyle P={\frac {1}{T}}\int _{0}^{T}p_{w}(t)\mathrm {d} t=U_{\text{eff}}\cdot I_{\text{eff}}\cdot \cos(\varphi )\int _{0}^{T}\left(1+\cos(2\omega t)\right)\mathrm {d} t=U_{\text{eff}}\cdot I_{\text{eff}}\cdot \cos(\varphi )}.
Zowel de actieve stroom als de blindstroom dragen bij aan het werkelijke vermogen en wel als de som van hun afzonderlijk ontwikkelde vermogens. Er geldt immers:
{\displaystyle P={\frac {1}{T}}\int _{0}^{T}i^{2}(t)R\mathrm {d} t={\frac {1}{T}}\int _{0}^{T}(i_{w}(t)+i_{b}(t))^{2}R\mathrm {d} t={\frac {1}{T}}\int _{0}^{T}(i_{w}^{2}(t)+i_{b}^{2}(t)+2i_{w}(t)i_{b}(t))R\mathrm {d} t=}
{\displaystyle ={\frac {1}{T}}\int _{0}^{T}i_{w}^{2}(t)R\mathrm {d} t+{\frac {1}{T}}\int _{0}^{T}i_{b}^{2}(t)R\mathrm {d} t=P\cos ^{2}(\varphi )+P\sin ^{2}(\varphi )},
want
{\displaystyle {\frac {1}{T}}\int _{0}^{T}i_{w}(t)i_{b}(t))\mathrm {d} t=0}.
De energie verbonden met het door de blindstroom gedissipeerde vermogen {\displaystyle P\sin ^{2}(\varphi )} gaat verloren.

### Schijnbaar vermogen
De effectieve waarden {\displaystyle U_{\rm {eff}}} en {\displaystyle I_{\rm {eff}}} van de spanning en de stroomsterkte suggereren dat in het circuit een vermogen 
{\displaystyle S=U_{\rm {eff}}\cdot I_{\rm {eff}}}
wordt ontwikkeld. Dit is maar schijn, omdat het mogelijk is dat er tussen de spanning en de stroom een faseverschil bestaat. De grootheid {\displaystyle S} heet daarom schijnbaar vermogen. Om duidelijk te maken dat het alleen een schijnbaar vermogen is, wordt het niet in watt uitgedrukt, maar in de eenheid voltampère (VA).

### Blindvermogen
De blindstroom {\displaystyle i_{b}(t)=I\sin(\varphi )\sin(\omega t)} geeft aanleiding tot het momentane blindvermogen 
{\displaystyle p_{b}(t)=u(t)i_{b}(t)=U_{\rm {eff}}\cdot I_{\rm {eff}}\cdot \sin(\varphi )\sin(2\omega t)},
een vermogen dat gedurende een halve periode door de bron wordt geleverd en gedurende de andere halve periode aan de bron wordt teruggeleverd, met gemiddeld over een periode de waarde 0. De amplitude van dit vermogen
{\displaystyle Q=U_{\rm {eff}}\cdot I_{\rm {eff}}\cdot \sin(\varphi )}
wordt het blindvermogen of reactieve vermogen genoemd. Het is een maat voor de verliezen die de bron lijdt in de inwendige weerstand, inclusief de toevoerleidingen, en waarvoor de bron in principe geen vergoeding krijgt. Het blindvermogen wordt ook niet in watt uitgedrukt, maar in de speciaal daarvoor bestemde eenheid voltampère reactief (VAr).

#### Voorbeeld
De afstand tussen de elektrische aders is in ondergrondse kabels klein, zodat ze een tamelijk grote capaciteit vertegenwoordigen. Zo heeft de 380-kV-Transversale Berlin, die ongeveer 11,5 km lang is en voor het grootste deel onder het stadsgebied van Berlijn ligt, een capaciteit van 2,2 μF. Bij 50 Hz loopt daardoor een blindstroom van effectief ongeveer 263 A in het circuit en is het bijbehorende deel van het blindvermogen ongeveer {\displaystyle 0{,}380\times 263\approx 100} MVAr. De zinvolle lengte van een ondergrondse kabel is daardoor in de praktijk tot ongeveer 70 km beperkt.

### Arbeidsfactor
Niet al het schijnbaar ontwikkelde vermogen, uitgedrukt door het schijnbare vermogen {\displaystyle S=U_{\rm {eff}}\cdot I_{\rm {eff}}}, wordt in arbeid of warmte omgezet, maar slechts het deel werkelijke vermogen {\displaystyle P=U_{\rm {eff}}\cdot I_{\rm {eff}}\cdot \cos(\varphi )}. De verhouding tussen werkelijk vermogen en schijnbaar vermogen {\displaystyle \cos(\varphi )} wordt de arbeidsfactor genoemd.

### Complex vermogen

De stroom kan opgebouwd worden gedacht uit de werkelijke stroom, die in fase is met de spanning, en de blindstroom, die 90° in fase verschilt met de spanning. Het is daarom gebruikelijk het vermogen voor te stellen als een vector {\displaystyle Sc} in het complexe vlak met als componenten het werkelijke vermogen {\displaystyle P} langs de reële as en het blindvermogen {\displaystyle Q} langs de imaginaire as. Het complexe vermogen is dus gedefinieerd als:
{\displaystyle Sc=P+jQ=U_{\rm {eff}}\cdot I_{\rm {eff}}\cdot \left(\cos(\varphi )+j\sin(\varphi )\right)=S\ e^{j\varphi }}.
Het schijnbare vermogen
{\displaystyle S=|Sc|={\sqrt {P^{2}+Q^{2}}}}
is de absolute waarde van het complexe vermogen.
De hoek  {\displaystyle \varphi } is de fasehoek tussen de spanning en de stroom.